# اعترافات یک معتاد به خرید
اعترافات یک معتاد به خرید (انگلیسی: Confessions of a Shopaholic) فیلمی در ژانر کمدی رمانتیک به کارگردانی پی. جی. هوگان است که در سال ۲۰۰۹ منتشر شد.

## بازیگران
- آیلا فیشر
- هیو دنسی
- کریستن ریتر
- جان گودمن
- جون کیوسک
- جان لیسگو
- لسلی بیب
- جولی هاگرتی
- کریستین اسکات توماس
- فرد ارمیسن
- وندی مالیک
- بئا میلر
- کریستین ابرسول
- اد هلمز
- جان سلی
- کریستن کانلی
- لین ردگریو
- رابرت استانتون
- اسکات ایوانز